# Sorbo (Tagliacozzo)
Sorbo è una frazione del comune di Tagliacozzo (AQ), in Abruzzo.

## Geografia fisica
Il paese è situato nei piani Palentini, sulla cresta occidentale del monte San Nicola a 825 m s.l.m. Confina con Poggio Filippo a nord, con Colle San Giacomo e il territorio di Villa San Sebastiano a ovest e con Scurcola Marsicana a sud.
Sorbo dista circa cinque chilometri dal capoluogo comunale.

## Storia

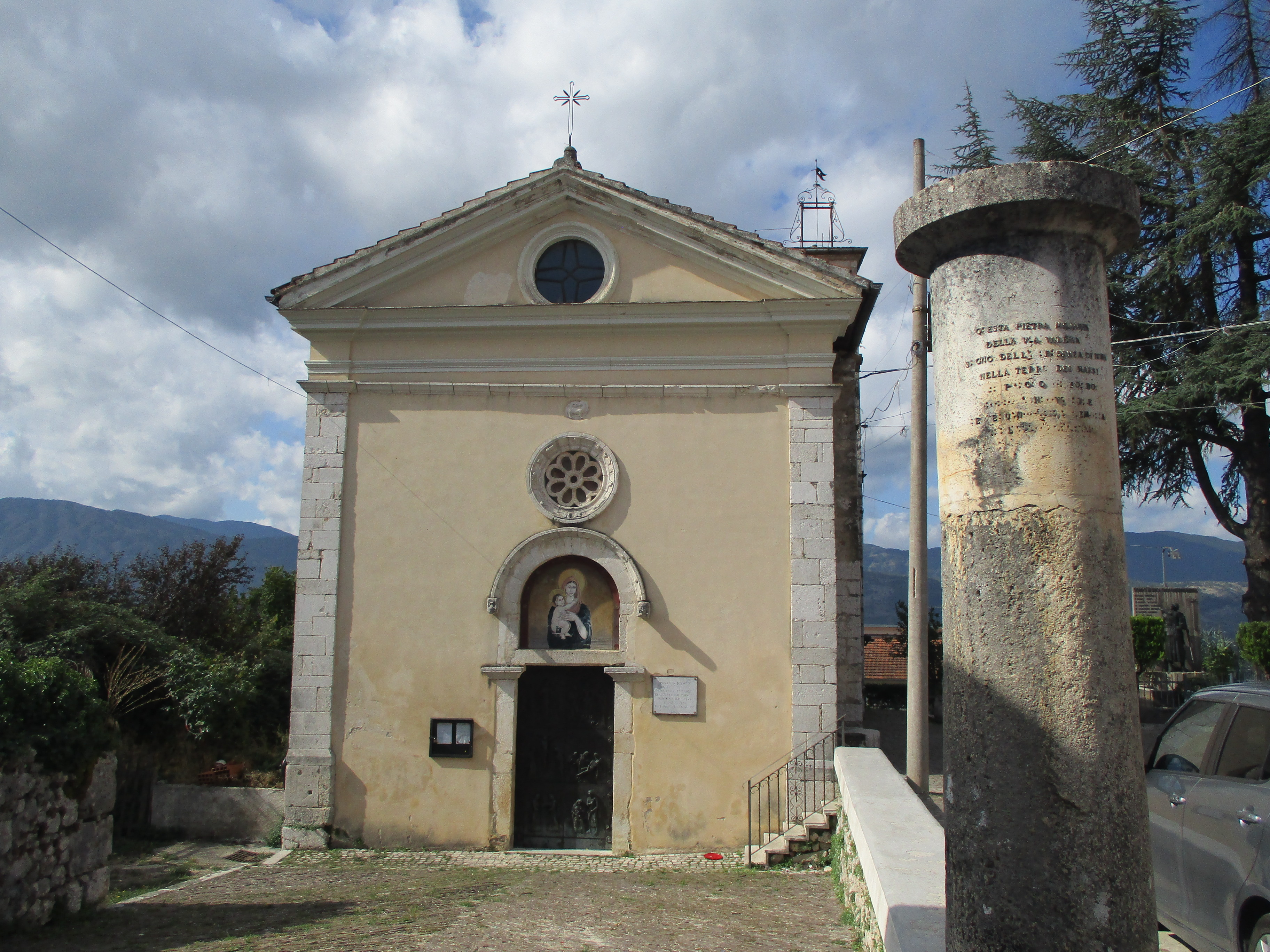
Chiesa di Santa Maria delle Grazie e colonna miliare

Deriva il suo nome dalla presenza delle piante di sorbo sul monte San Nicola che sovrasta il paese.
Da un cippo funerario si ha la conferma degli scritti di Tito Livio sui coloni che, nel 303 a.C., crearono il vicus di Sorbo, e in epoca imperiale un tempio dedicato ad Augusto. Il territorio anticamente segnava uno dei confini tra Equicoli e Marsi.
Nel 1826 è stata rinvenuta nei pressi della chiesa, dedicata a Santa Maria, una stele di Tito Tituleio, risalente alla prima metà del periodo imperiale. 
L'originale è conservato nel municipio di Tagliacozzo, mentre una copia è collocata nella piazza del paese.
Una colonna miliare posta nei pressi della chiesa principale, testimonia la vicinanza dell'originaria via Valeria, strada che collegava Roma con le terre dei popoli italici. La colonna miliare, secondo alcuni, sarebbe stata asportata da un tratto della via Tiburtina Valeria, a circa due chilometri di distanza da Colli di Monte Bove. Tale circostanza tuttavia è smentita dal fatto che essa risultava localizzata esattamente a "5 miglia da Tagliacozzo, a 2 miglia da Scurcola, a 7 miglia da Alba Fucens".

## Monumenti e luoghi d'interesse

### Architetture religiose
Chiesa di Santa Maria delle GrazieLa chiesa parrocchiale di Sorbo, compare con il nome latino di "Sanctae Mariae" nella bolla di Papa Clemente III del 1188. A navata unica internamente presenta altari laterali, nicchie e decorazioni. La facciata è arricchita da un piccolo rosone e dal portone realizzato dall'artista Pasquale Di Fabio. Il portale costituito di due colonne in pietra è sormontato da una nicchia in cui è raffigurata l'icona della Madonna delle Grazie.
Chiesa di Santa ElisabettaPiccolo edificio di culto situato nei pressi del cimitero. Edificata nel XX secolo presenta una navata unica. È stata oggetto di restauri nel 1989 e nel 2017.

## Società

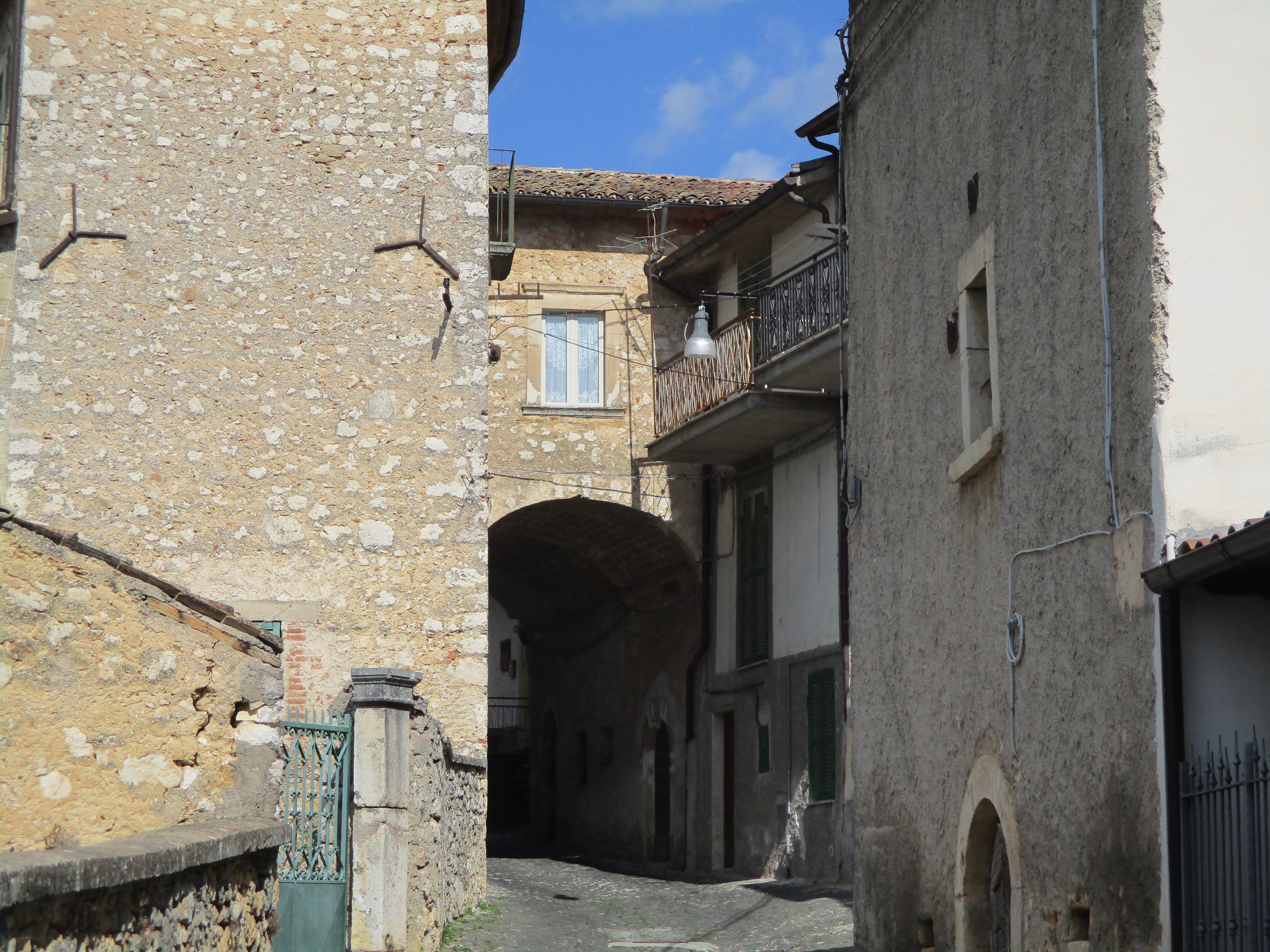
Scorcio del borgo

### Tradizioni e folclore
La festa patronale in onore della Madonna del Rosario e di sant'Antonio di Padova si svolge annualmente intorno alla metà di agosto. Per l'occasione si rinnova il gemellaggio con la comunità di Calcinaia (PI).

## Cultura

### Cucina
La nivola è un dolce tradizionale di Sorbo che può essere infarcito con la cioccolata, la marmellata e il miele. La tradizione culinaria si caratterizza per le ricette povere contadine, tipiche del territorio marsicano.